# Осетенко Віктор Степанович
Віктор Степанович Осетенко (1939, Одеса — 2018) — український живописець, колишній головний художник Центрального та Приморського районів Одеси.

## Життєпис
Народився у 1939 році в Одесі.
У 1954—1959 роках навчався в Одеському державному художньому училищі імені М. Б. Грекова. Викладачі — А. Ацманчук, Ю. Єгоров, Г. Крижевський, Н. Павлюк, К. Ломикін. Вільний слухач Ленінградської академії мистецтв. У 1970—1980 роках був головним художником Центрального та Приморського районів Одеси. Нагороджений урядовою нагородою — медаллю меморіалу імені Репіна за найкращий портрет. Експонент «Фараонної» зали Київського державного художнього музею — самої почесної виставкової зали найкращих народних художників СРСР. Здійснювались закупки його робіт для музеїв Міністерствами культури Росії та України. Твори художника зберігаються в музеях України, Росії; приватних збірках України, Росії, Європи, Японії та США.
Син Юрій Осетенко, також художник.

## Твори
- «Яхти в морі» (холст, темпера 1959 р.)[1];
- «Дощь в Одесі»;
- «Вулиця Щепкіна».